# Dactylobatus
Dactylobatus is een geslacht van kraakbeenvissen uit de familie van de Rajidae.

## Soorten
- Dactylobatus armatus Bean & Weed, 1909
- Dactylobatus clarkii (Bigelow & Schroeder, 1958)